# Crêt à la Dame
Le crêt à la Dame est un sommet du massif du Jura, situé dans le département français homonyme. Il culmine à 1 302 m d'altitude.

## Géographie
Le crêt à la Dame est situé sur le territoire de la commune de Morez. Il appartient à la crête occidentale de l'anticlinal du Risoux qui sépare la vallée de l'Orbe et celle de l'Évalude, que le sommet domine de plus de 400 m.
Le crêt à la Dame est constitué de calcaires compacts du Kimméridgien qui composent la partie haute de l'anticlinal. La base de la ligne de crête est composée de calcaires datant du Rauracien et est longée par une ligne de faille décrochante.